# Flora Europaea
Flora Europaea is een overzicht van alle vaatplanten die in Europa inheems zijn, dat is uitgegeven in vijf delen tussen 1964 en 1993 door Cambridge University Press. Het doel was om de flora's van alle Europese landen te beschrijven in een enkele, gezaghebbende publicatie om lezers te helpen wilde of op grote schaal gekweekte planten te identificeren tot het niveau van ondersoorten. Het bevat daarom determinatiesleutels om tot de juiste familie te komen en voor elke familie en elk geslacht. Deze flora geeft ook informatie over het verspreidingsgebied, voorkeur voor leefgebied, en chromosoom aantal.

## Geschiedenis
Het idee van een pan-Europese flora werd voor het eerst geopperd tijdens het 8ste Internationaal Botanisch Congres in Parijs in 1954. De Britse Science and Engineering Research Council verstrekte vanaf 1957 subsidie om een secretariaat van drie mensen te financieren. Deel 1 werd in 1964 gepubliceerd. Elke vier jaar werd vervolgens een deel uitgegeven, met als laatste de eenzaadlobbigen van deel 5 in 1980. De opbrengsten van de publicatie werden in een fonds gestort dat in beheer is van de Linnean Society, die de verdere financiering mogelijk maakte van het project. Een herzien deel 1 werd in 1993 uitgebracht.